# Габо
„Габо“ е български телевизионен игрален филм (късометражен, новела, драма) от 1979 година на режисьора Владимир Краев. Оператор е Огнян Логофетов. Музиката във филма е композирана от Жени Парлапанова. Художник е Любомир Попов и Нона Чипева. 

## Актьорски състав
| Роля                        | Изпълнител           |
| --------------------------- | -------------------- |
| железничарят Габо           | Петър Слабаков       |
| бръснарят                   | Константин Коцев     |
| Мила, племенничката на Габо | Людмила Краева       |
| зетят                       | Веселин Вълков       |
| железничар                  | Антон Карастоянов    |
| железничар                  | Иван Обретенов       |
| железничар                  | Иван Гайдарджиев     |
|                             | Павел Спасов         |
|                             | Анастасия Янкова     |
|                             | Цветана Гайдарджиева |